# Ján Chryzostom Korec
Ján Chryzostom Korec SJ (ur. 22 stycznia 1924 we wsi Bošany, zm. 24 października 2015 w Nitrze) – słowacki duchowny katolicki, biskup diecezjalny nitrzański, kardynał, jezuita.

## Życiorys
W wieku 15 lat (15 września 1939) wstąpił do zakonu jezuitów, kształcił się w zakonnych domach edukacyjnych. Przerwał studia filozoficzne w 1950, kiedy władze czechosłowackie zniosły zakony. Przyjął wówczas święcenia kapłańskie (1 października 1950), ale pracę duszpasterską - ze względu na prześladowania ze strony władz - wykonywał potajemnie. W sekrecie został również wyświęcony na biskupa, odebrał sakrę 24 sierpnia 1951 z rąk innego potajemnie wyświęconego biskupa, jezuity Pavla Hnilicy. W wieku 27 lat Korec był wówczas najmłodszym biskupem na świecie. Kontynuował wykonywanie obowiązków biskupich w sekrecie; pracował jednocześnie jako robotnik w fabryce, później jako bibliotekarz w Instytucie Higieny Pracy. W 1960 został po raz pierwszy aresztowany; otrzymał wyrok 12 lat więzienia. Zwolniony w 1968, wyszedł na wolność poważnie schorowany. Po pełnej rehabilitacji w 1969 i długim pobycie w szpitalu podjął pracę zamiatacza ulic w Bratysławie, następnie pracował w fabryce chemicznej. W 1974 rehabilitację anulowano; biskup Korec został skierowany do więzienia w celu odbycia pozostałych 4 lat z pierwotnego wyroku, ostatecznie jednak zwolniono go ze względu na stan zdrowia. Stracił jednak pracę i przez pewien czas pozostawał bezrobotny, potem ponownie został zatrudniony w fabryce.
W styczniu 1990 objął funkcję rektora seminarium w Bratysławie, miesiąc później został mianowany biskupem Nitry. Objął jednocześnie stanowisko przewodniczącego Regionalnej Konferencji Episkopatu Słowacji. W czerwcu 1991 Jan Paweł II wyniósł go do godności kardynalskiej, nadając tytuł prezbitera Ss. Fabiano e Venanzio a Villa Fiorelli. W październiku 1999 kardynał Korec brał udział w II sesji specjalnej Światowego Synodu Biskupów w Watykanie, poświęconej Kościołowi europejskiemu.
W styczniu 2004 ukończył 80 lat i utracił prawo udziału w konklawe; nie mógł wziąć udziału w wyborze następcy Jana Pawła II, a w czerwcu 2005 nowy papież Benedykt XVI przyjął jego rezygnację z godności biskupa Nitry.

## Odznaczenia
- Order Andreja Hlinki I Klasy – 1999[1]
- Order Ľudovíta Štúra I Klasy – 1995[1]

## Wyróżnienia
- 5 października 2003 – doktorat honoris causa UKSW
- 21 stycznia 2009 – doktorat honoris causa Katolickiego Uniwersytetu w Rużomberku.

## Filatelistyka
Poczta Polska wyemitowała 13 maja 2020 roku znaczek pocztowy o nominale 5 złotych z przywieszką przedstawiającą kard. Koreca u boku św. Jana Pawła II. Znaczek oraz przywieszka, będące wspólną emisją poczt polskiej i słowackiej, wydane zostały z okazji 100. rocznicy urodzin papieża. Autorem projektu znaczka był Maciej Jędrysik, który wykorzystał zdjęcie Grzegorza Gałązki. Druk wykonano techniką offsetową na papierze fluorescencyjnym, w nakładzie 210 tys. sztuk. Wersja słowacka została wprowadzona do obiegu 18 maja.